# E. Jerome McCarthy
Edmund Jerome McCarthy (* 20. Februar 1928; † 3. Dezember 2015 in East Lansing, Michigan) war ein US-amerikanischer Wirtschaftswissenschaftler, Unternehmensberater und Autor. Er entwickelte in seinem 1960 erschienenen Buch Basic Marketing: A Managerial Approach gemeinsam mit William D. Perrault Jr. und J. P. McCann das Konzept des Marketing-Mix, welches auch unter dem Begriff „vier P im Marketing“ bekannt ist. Seit seiner Veröffentlichung gehört das Werk zu den wichtigsten Lehrbüchern in universitären Marketingkursen.

## Werdegang

### Ausbildung
Seinen Bachelor of Science absolvierte McCarthy 1950 an der Northwestern University. 1954 machte er seinen Master an der University of Minnesota. 1958 legte er dieser Universität außerdem seine Doktorarbeit ab. Der Titel seiner Thesis lautete Analysis of the Use of Marketing Research in Product Development.

### Arbeit als Autor und Pädagoge
1956 war McCarthy Professor am College of Commerce der University of Notre Dame, wo er Kurse über die Anwendung von Statistik und Mathematik auf Geschäftsprobleme gab.
Im Frühjahr 1959, als er noch Professor am College of Commerce arbeitete, wurde ihm mitgeteilt, dass er ein einjähriges Stipendium der Ford Foundation an der Harvard Business School und am Massachusetts Institute of Technology erhalten hatte. Anschließend konzentrierte er sich im Rahmen des Stiftungsprogramms zur „Stärkung der betriebswirtschaftlichen Ausbildung und Forschung“ auf mathematische Anwendungen für die Wirtschaft und insbesondere auf die Arbeit an mathematischen Modellen für das Marketing.
Später wurde er Marketing-Professor an der Michigan State University.

### Mitgliedschaften und Auszeichnungen
McCarthy war Mitglied der American Marketing Association und der Economics Society. 1987 erhielt er den Trailblazer Award der American Marketing Association. Außerdem wurde er von zahlreichen Marketingpädagogen als einer der fünf führenden Köpfe im Bereich Marketing bezeichnet.

## Privatleben
Jerome McCarthy hatte mit seiner Frau Joanne acht Kinder. Er starb am 3. Dezember 2015 in der Kleinstadt East Lansing im US-Bundesstaat Michigan. Die McCarthys gründeten außerdem das „Joanne N. and E. Jerome McCarthy Endowment for Arts Education“ Institut, welches Teil des Wharton Centers für Darstellende Künste am Campus der Michigan State University ist.

## Das Konzept des Marketing-Mix
Das wohl bekannteste und wichtigste von McCarthy erdachte Wirtschaftskonzept ist der Marketing-Mix, auch bekannt als das Konzept der „vier P's im Marketing“. Der Begriff setzt sich aus den Elementen der Produktpolitik (product), Preispolitik (price), Distributions- bzw. Vertriebspolitik (placement) und Kommunikationspolitik (promotion) zusammen. Außerdem sind die Überlegungen von McCarthy von der Idee geprägt, dass bei der Marketingpolitik weniger die Unternehmensziele im Vordergrund stehen, und Marketingentscheidungen weniger introspektiv motiviert sein, sondern vielmehr die Perspektive und Bedürfnisse der Verbraucher bzw. der Kunden ins Zentrum gerückt werden sollten.
Aus diesem Grund steht in der optischen Visualisierung der vier Instrumente des Marketings im Zentrum ein „C“ für Customer (Kunde). Diese Darstellung ist der ersten Auflage seines Lehrbuchs Basic Marketing: A Managerial Approach deutlich zu entnehmen, wird allerdings im Verlauf der Jahre und späterer Reproduktionen seiner Konzepte nach und nach vernachlässigt.